# Ostřice Hartmanova
Ostřice Hartmanova (Carex hartmanii) je druh jednoděložné rostliny z čeledi šáchorovité (Cyperaceae).

## Popis
Jedná se o rostlinu dosahující výšky nejčastěji 30–70 cm. Je vytrvalá, volně trsnatá s plazivými oddenky. Listy jsou střídavé, přisedlé, s listovými pochvami. Lodyha je trojhranná, nahoře drsná, delší než listy. Čepele jsou asi 2–4 mm široké, ploché, tmavozelené. Pochvy bazálních listů jsou tmavě červenohnědé až černé, jen slabě vláknitě rozpadavé. Ostřice Hartmanova patří mezi různoklasé ostřice, avšak vrcholový klásek není pouze samčí, ale je smíšený. Dole jsou samčí květy, v horní polovině až třech čtvrtinách samičí. Koncový klásek je válcovitý, cca 4–5 mm široký. Podobná ostřice Buxbaumova má horní klásek 6–8 mm široký, spíše elipsoidní až kulovitý a samičí květy zabírají nejvýše horní polovinu klásku. Bočních klásků je nejčastěji 3–4, vzácně až 5 a jsou zpravidla celé samičí. Dolní listen je kratší nebo stejně dlouhý jako celé květenství. Okvětí chybí. V samčích květech jsou zpravidla 3 tyčinky. Čnělky jsou většinou 3. Plodem je mošnička, která je elipsoidní se spíše vyboulenými stranami, 2,5–3,5 mm dlouhá, zřetelně žilkovaná, na vrcholu zúžená do velmi krátkého zobánku. Podobná ostřice Buxbaumova má 2,5–4,5 mm dlouhé mošničky a jejich okraje jsou víceméně rovnoběžné. Každá mošnička je podepřená plevou, která je tmavě červenohnědá, špičatá až krátce osinatá. Plevy samčích květů jsou sice špičaté, ale na rozdíl od ostřice Buxbaumovy netvoří na bázi klásku límeček. Kvete nejčastěji v květnu až v červnu. Počet chromozómů: 2n=68 nebo 70.

## Rozšíření
Ostřice Hartmanova roste ve střední a východní Evropě, na sever po jižní Skandinávii. Dále roste na Kavkaze a na jižní Sibiři. Mapka rozšíření viz zde: .

## Rozšíření v Česku
V ČR roste roste roztroušeně od nížin do podhůří. Je to také druh slatinných a rašelinných luk a mokřadních olšin. V minulosti byla některými autory zaměňována za podobnou ale mnohem vzácnější ostřice Buxbaumovu. Vyskytuje se například v oblasti přírodních památek Kopáčovská, či Kutiny.